# 镇河楼
37°24′34″N 112°21′05″E / 37.40944°N 112.35139°E
镇河楼位于中国山西省祁县贾令镇贾令村，俗称四楼门，现为全国重点文物保护单位。

## 历史
镇河楼始建于明洪武初年，相传为镇服昌源河而修建此楼。

## 建筑
镇河楼上有两匾，一为“永镇昌源”，一为“恩庇兆姓”，反映了建楼者的愿望。镇河楼东西长15.5米，南北宽13.5米，面宽五间，共有四檐三层，高15.5米，顶为歇山顶。

## 保护
2004年6月10日，镇河楼由山西省人民政府公布为第四批山西省文物保护单位，编号4-166-3-121。
2019年9月10日，祁县镇河楼由中华人民共和国国务院公布为第八批全国重点文物保护单位，编号8-0226-3-029。